# Tűjég
A tűjég természeti jelenség, mely akkor fordul elő, amikor a talaj hőmérséklete 0 Celsius-fok felett, míg a levegő hőmérséklete 0 Celsius-fok alatt van. A talaj alatti folyadék a kapilláris jelenség miatt kerül fel a felületre, ahol megfagy és tű alakú formákat alakít ki.

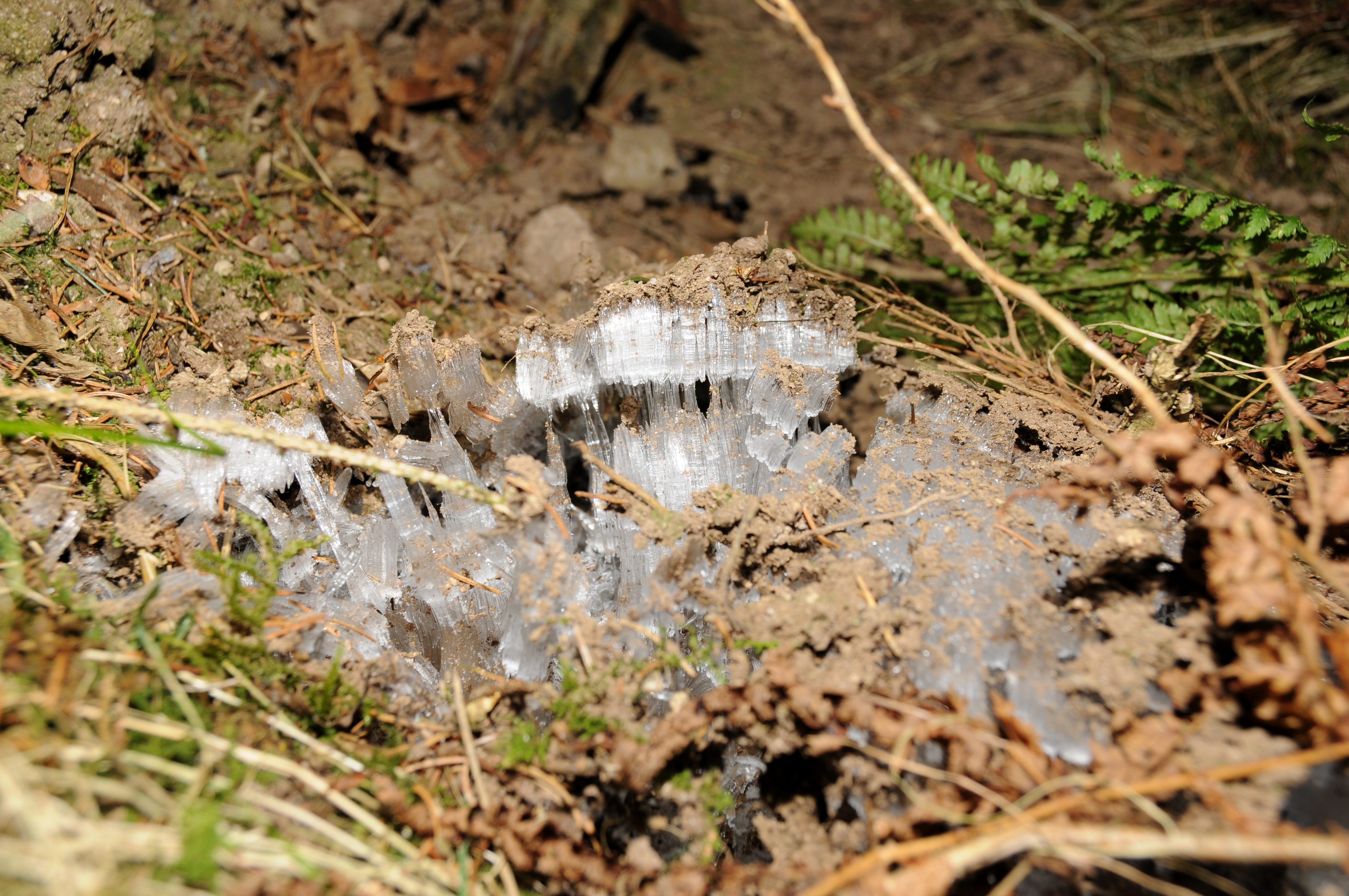
Tűjég

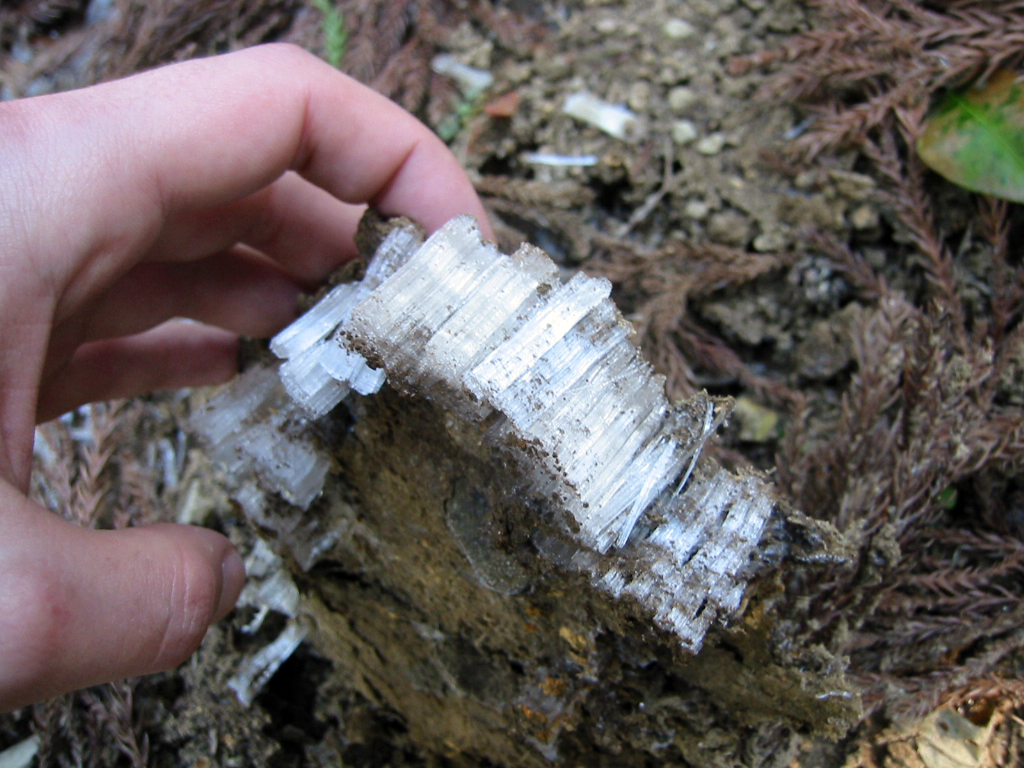
Tűjégoszlopok

A tűjégformák tipikusan néhány centiméter hosszúak. Amikor nőnek, akkor kis talajdarabkákat nyomnak fel, vagy le. Lejtős talajon hozzájárulhat a földcsuszamlás kialakulásához.
Egy másik neve a tűjégnek a „fagyoszlop”. Hasonló jelenség a fagyvirág, mely nem összetévesztendő a téli napokon az ablaküvegen látható jégvirág nevű képződménnyel. A fagyvirágok elpusztult vagy élő fákon alakulhatnak ki.

## Fordítás
Ez a szócikk részben vagy egészben  a   Needle ice című angol Wikipédia-szócikk ezen változatának fordításán alapul.  Az eredeti cikk szerkesztőit annak laptörténete sorolja fel. Ez a jelzés csupán a megfogalmazás eredetét és a szerzői jogokat jelzi, nem szolgál a cikkben szereplő információk forrásmegjelöléseként.